# William Smith (zwemmer)
William Melvin (Bill) Smith jr. (Honolulu, 16 mei 1924 – aldaar, 8 februari 2013) was een Amerikaans zwemmer. Hij was wereldrecordhouder en werd in 1948 olympisch kampioen op de 400 meter vrije slag en op de 4x200 meter vrije slag-estafette.

## Biografie
Bill Smith zwom als scholier voor het Alexander Community Association Team in Wailuku en ging daarna studeren aan de Ohio State University. Bij de AAU-wedstrijden in 1942 won Smith de titel op de 200, 400 en 800 meter vrije slag. Hij verbrak daar tevens het wereldrecord op de 400 meter met een tijd een 4.39,6 minuten, waarmee hij het eerdere record van Johnny Weissmuller verpulverde. Smiths zwemcarrière werd in de Tweede Wereldoorlog onderbroken door zijn diensttijd bij de US Navy. Hij won 15 AAU-kampioenschappen, en zeven NCAA-titels door winst op de 220 meter vrij in 1943, 1947-1949 en de 440 meter vrij in 1947-1949.
Smith nam in 1948 deel aan de Olympische Zomerspelen in Londen. Hij won van beide wedstrijden waaraan hij meedeed de gouden medaille: de 400 meter vrije slag en de 4x200 meter vrije slag-estafette (met Walter Ris, James McLane en Wally Wolf). Op de estafette zette het Amerikaanse viertal met een tijd van 8.46,0 minuten een nieuw wereldrecord neer.
Smith was zes keer genomineerd voor de prestigieuze James E. Sullivan Award, en werd drie keer tweede. Hij werd in 1966 opgenomen in de International Swimming Hall of Fame. Nadat Smith afstudeerde aan de Ohio State University leidde hij de strandwachten op surfboards van Waikiki Beach, coachte hij de zwemploeg van de University of Hawaii en was hij 25 jaar het hoofd van waterveiligheid voor het Honolulu Department of Parks and Recreation - verantwoordelijk voor het reddingsteam van Oahu. Daarnaast trainde hij de masters bij de Kamehameha Swim Club. Hij werd in 2001 door de Columbus Touchdown Club benoemd tot zwemmer van de eeuw van de Ohio State University. Smith overleed in 2013 in zijn geboorteplaats Honolulu.

## Erelijst
- Olympische Zomerspelen: 2x

1908: Henry Taylor ·
1912: George Hodgson ·
1920: Norman Ross ·
1924: Johnny Weissmuller ·
1928: Alberto Zorrilla ·
1932: Buster Crabbe ·
1936: Jack Medica ·
1948: William Smith ·
1952: Jean Boiteux ·
1956: Murray Rose ·
1960: Murray Rose ·
1964: Don Schollander ·
1968: Mike Burton ·
1972: Brad Cooper ·
1976: Brian Goodell ·
1980: Vladimir Salnikov ·
1984: George DiCarlo ·
1988: Uwe Daßler ·
1992: Jevgeni Sadovy ·
1996: Danyon Loader ·
2000: Ian Thorpe ·
2004: Ian Thorpe ·
2008: Park Tae-hwan ·
2012: Sun Yang ·
2016: Mack Horton ·
2020: Ahmed Hafnaoui ·
2024: Lukas Märtens
1908: Derbyshire, Radmilovic, Foster, Taylor ·
1912: Healy, Champion, Boardman, Hardwick ·
1920: McGillivray, Kealoha, Ross, Kahanamoku ·
1924: O'Connor, Glancy, Breyer, Weissmuller ·
1928: Clapp, Laufer, Kojac, Weissmuller ·
1932: Miyazaki, Yusa, Yokoyama, Toyoda ·
1936: Yusa, Sugiura, Taguchi, Arai ·
1948: Ris, McLane, Wolf, Smith ·
1952: Moore, Woolsey, Konno, McLane ·
1956: O'Halloran, Devitt, Rose, Henricks ·
1960: Harrison, Blick, Troy, Farrell ·
1964: Clark, Saari, Ilman, Schollander ·
1968: Nelson, Rerych, Spitz, Schollander ·
1972: Kinsella, Tyler, Genter, Spitz ·
1976: Bruner, Furniss, Naber, Montgomery ·
1980: Kopljakov, Salnikov, Stoekolkin, Krylov ·
1984: Heath, Larson, Float, Hayes ·
1988: Dalbey, Cetlinski, Gjertsen, Biondi ·
1992: Lepikov, Pysjnenko, Tajanovitsj, Sadovy ·
1996: Davis, Hudepohl, Schumacher, Berube ·
2000: Thorpe, Klim, Pearson, Kirby ·
2004: Phelps, Lochte, Vanderkaay, Keller ·
2008: Phelps, Lochte, Berens, Vanderkaay ·
2012: Lochte, Dwyer, Berens, Phelps ·
2016: Dwyer, Haas, Lochte, Phelps ·
2020: Dean, Guy, Richards, Scott ·
2024: Guy, Dean, Richards, Scott